# بخش مرکزی شهرستان بیرجند
بخش مرکزی شهرستان بیرجند یکی از بخش‌های شهرستان بیرجند در استان خراسان جنوبی ایران است.

## جمعیت
بنابر سرشماری مرکز آمار ایران، جمعیت بخش مرکزی شهرستان بیرجند در سال ۱۳۸۵ برابر با ۱۹۶،۸۲۴ نفر بوده است.

## تقسیمات کشوری
- بخش مرکزی شهرستان بیرجند
  - دهستان القورات
  - دهستان باقران
  - دهستان فشارود
  - دهستان کاهشنگ
  - دهستان شاخنات
  - دهستان شاخن

شهرها: بیرجند